# Клязьма-Старбеево
Клязьма-Старбеево  — микрорайон в составе города Химки Московской области.
До 2004 года составлял дачный посёлок (посёлок городского типа) Старбеево и 7 деревень Клязьминского сельского округа в составе Химкинского района. Микрорайон находится на правом берегу канала имени Москвы. На востоке Клязьма-Старбеево примыкает к границе области с Москвой.

## История
Деревня Клязьма в разные времена называлась по-разному: Строево, Выползово, Клязьма. С XVIII века она принадлежала стольникам Траханиотовым, с 1755 года — A. М. Еропкину. В 1884 году в деревне — мельница, две лавки, два постоялых двора, две кузницы, две сапожные мастерские. Деревня превращалась в торгово-промышленное село. После Октябрьской революции 1917 года Клязьма вместе с окружающими деревнями вошла в состав Коммунистической волости Московского уезда. Затем с 1929 года в составе Клязьминского сельсовета входила в Коммунистический район, с 1939 года — в Краснополянский район Московской области, c 1959 года — в Химкинский район.
Располагавшееся южнее село Старбеево (Стербеево, Тарбеево) возникло в XVI веке, первыми владельцами которого и были Стербеевы. В 1974 году населённый пункт Старбеево Химкинского района получил статус посёлка городского типа (дачного посёлка).
Канал Москва-Волга канал имени Москвы прошёл по краю посёлка и восточная часть его территории — церковь и село Гнилуши на левом берегу канала — позднее вошли в состав города Долгопрудный.
В июле 2004 года дачный посёлок (посёлок городского типа) Старбеево и деревня Вашутино Клязьминского сельского округа были включены в городскую черту г. Химки; деревни Яковлево, Трахонеево, Свистуха Клязьминского сельского округа были включены в состав деревни Клязьма, а деревня Терехово Клязьминского сельского округа была включена в состав деревни Ивакино. В августе 2004 года объединённые деревни Ивакино и Клязьма были включены в городскую черту г. Химки.
В 2005 году в составе города был образован объединённый микрорайон Клязьма-Старбеево.
В рамках администрации городского округа Химки образовано территориальное управление микрорайона Клязьма-Старбеево.

## Территориальное деление
Микрорайон Клязьма-Старбеево, составленный из бывших деревень и посёлка, был соответственно разделён на одноимённые бывшим населённым пунктам кварталы:
- квартал «Клязьма»
- квартал «Старбеево»
- квартал «Ивакино»
- квартал «Трахонеево»
- квартал «Свистуха», ранее деревня Свистуха[5]
- квартал «Вашутино»
- квартал «Терехово»
- квартал «Яковлево», ранее деревня Яковлева[5]
- квартал «Международный»